# Зюдштерн (станция метро)
«Зюдштерн» (нем. Südstern) — станция Берлинского метрополитена, находится в районе Берлина Кройцберг. Расположена на линии U7 между станциями «Гнайзенауштрассе» (нем. Gneisenaustraße) и «Херманплац» (нем. Hermannplatz).

## История
Станция открыта 14 декабря 1924 года под названием «Хазенхайде» (нем. Hasenheide), и впоследствии несколько раз переименовывалась: 3 июня 1933 года — «Кайзер-Фридрих-Плац» (нем. Kaiser-Friedrich-Platz), 1 января 1939 года — «Гардепионирплац» (нем. Gardepionierplatz) и 9 октября 1947 года получила своё современное название.
После прямого попадания двух авиабомб 24 мая 1944 года станция была закрыта вплоть до 11 июня 1945 года. В 1968 году платформа станции была удлинена на 30 метров.

## Архитектура и оформление
Двухпролётная колонная станция мелкого заложения. Архитектор — Альфред Гренандер. Путевые стены станции отделаны крупной красно-коричневой кафельной плиткой.